# Step Brother from the Same Planet
«Step Brother from the Same Planet» (укр. «Зведений брат з тої ж планети») — восьма серія тридцять четвертого сезону мультсеріалу «Сімпсони», прем'єра якої відбулась 20 листопада 2022 року у США на телеканалі «Fox».

## Сюжет
Сімпсони відвідують ярмарок ремесел. Несподівано Гомер помічає дивно вбраного свого батька разом із супутницею. Ейб зізнається, що це його кохана Блайт і вони разом вже пів року. Блайт була масажисткою, що лікувала звуком пенсіонерів у будинку для літніх. На першому ж сеансі вони з Ейбом полюбили одне одного, після чого дід Сімпсон переїхав до неї. Гомер здивований, хоча батько залишав йому купу голосових повідомлень.
Тим часом Ліса зустрічає своїх однокласниць, які готуються до вечірки. Ліса здивована, оскільки вона вперше чує про неї. На це Шеррі і Террі відповідають, що Лісу не запросили, оскільки вона — руйнівниця вечірок і веселощів, що засмучує дівчинку.
Гомер з Мардж відвідають будинок Блайт. Та знайомить їх зі своїм одинадцятирічним [усиновленим] сином Келвіном. Хлопчик чемний і справляє хороше враження на Гомера, свого «зведеного брата». Однак, коли Гомер виявляє, що Ейб, його завжди грубий батько, є люблячим вітчимом для Келвіна, його переповнюють ревнощі. Натомість, Келвін готує смачний обід гостям і слідкує, щоб Ейб вчасно приймав ліки.
Вдома Гомер одержимий доріканнями у бік Келвіна. Несподівано у нього проявляється алергічна реакція. Мардж виявляє, що це через крем, який вони купили на ярмарку. Як вихід Гомер іде жити деякий час до батька, у кімнату Келвіна.
Барт з Лісою прийшли до Спрінґфілдського будинку престарілих, щоб забрати речі дідуся. Коли рецепціоніст повідомляє, що кімнату Ейба проплачено ще на 2 тижні, діти усвідомлюють, що вона у повному їхньому розпорядженні. Ліса вирішує влаштувати найкращу вечірку для однокласників.
Під час першої спільної ночівлі попри ентузіазм Келвіна Гомер дорікає, що він лише ― дивакувате дитя. Це стає початком справжньої війни між зведеними братами.

Ліса влаштовує вечірку

Вечірка Ліси стає справжнім хітом: ігрові приставки, ліжка, на яких можна стрибати, веселощі тощо. Після цього у школі Лісу вважають героїнею серед однолітків, яка влаштувала супер вечірку. Відчуваючи залежність від вечірок дівчинка вирішує влаштувати другу…
На занятті таксидермії, якою захоплюється Келвін, хлопчик вихваляється Гомерові, який Ейб крутий. Не витримавши знущань Гомер іде.
У кімнаті Келвіна Гомер надягає паперову корону хлопчика і кривляє його перед дзеркалом. До нього підходить Ейб, що під дією крапель для очей нечітко бачить. Наплутавши, він говорить «Келвіну», що хлопчик — його гордість, яку Ейб завжди любив. Це страшенно засмучує Гомера.
Засмученого Гомера помічає Келвін. Гомер каже, що його Ейб ненавидить, а Келвіна любить, однак останній не вірить і втішає брата. Гомер вдягає Келвіна як себе самого і кличе Ейба, доки краплі ще діють. Ейб розлючений, що «Гомер» його відволік і говорить, що він ― нікчема і завжди ним був. Келвіну стає зрозумілими ревнощі Гомера.
Друга вечірка Ліси є ще крутішою за першу, однак швидко виходить з-під контролю. Не бачачи виходу як знову стати руйнівницею веселощів, Ліса викликає поліцію. Коли діти бачать, що Лісу, їхню героїню арештовують, дівчинка вирішує використати це. Вона просить шефа Віґґама провести її із сиреною додому в обмін на «Snickers'и». Діти захоплено проводжають авто.
Тим часом на таксидермічній виставці Келвіна з'являється Гомер зі своєю композицією, що «передає всі його почуття» ― мушлі з приклеєними неправильними очима. Це розчулює всіх, включно з Ейбом. Він мириться з Гомером і один одному вони зізнаються у любові.
У сцені під час титрів Ейб повертається до притулку, оскільки у Блайт з'явився інший. Коли він намагається подзвонити Гомеру, той вкотре ігнорує батька.

## Виробництво
На ярмарку ремесел серед дрібних деталей на фоні можна побачити шапочки, зв'язані із пивних банок. За словами співвиконавчої продюсерки серії Керолін Омайн, додати їх було її проханням, оскільки вони були популярними на Гаваях, де виросла Омайн.
Інструкторка з таксидермії Келвіна базується на Алліс Маркхем, одній із таксидермістів, з документального фільма «Наповнені» (англ. «Stuffed») 2019 року. Маркхем була інструкторкою сина сценариста епізоду Дена Веббера. На прохання Веббера команда переглянула документалку для розуміння мистецтва таксидермії.

## Культурні відсилання та цікаві факти
- Запрошена зірка актриса Керол Кейн встановила рекорд як найтриваліша перерва як запрошена зірка у «Сімпсонах» ― 32 роки. Вона була незазначеною у титрах запрошеною зіркою в епізоді 2 сезону «Bart vs. Thanksgiving» в ролі Меґґі[4].
- Мелісса Маккарті стала першою зіркою-жінкою, запрошеною для озвучення чоловічого персонажа, Келвіна[5]
- Під час вечірки звучить пісня «The Fox (What Does the Fox Say?)» гурту Ylvis[6].
- Гомер використовує капелюх Пікачу, щоб зробити Келвіна схожим на себе[7].

## Ставлення критиків і глядачів
Під час прем'єри серію переглянули 1,21 млн осіб, з рейтингом 0.3, що зробило її найпопулярнішим шоу на каналі «Fox» тієї ночі.
Тоні Сокол з «Den of Geek» дав серії чотири з п'яти зірок, сказавши, що:
|  | Серія не робить жодних спроб спокутати Ейба і дозволяє Лісі її повстанський крик. Є багато окремих смішних реплік, не так багато ґеґів, і смуток… Невідповідні очі, погано приклеєні до мушель, є дуже ефектним емоційним візуалом, який є прикладом мистецтва суперечливої оповіді. Це виглядає безглуздо, неохайно та невиконано, але насправді це абсолютно гостра винагорода, яка не втрачає з виду жарт. |

Водночас, Метью Свінґовскі із сайту «Bubbleblabber» оцінив серію на 4/10, сказавши, що серія — «некумедна і є невдалим промахом у сезоні, який поки що був неймовірним. Існував потенціал спробувати переосмислити втомлену і зношену історію, але натомість автори вирішили вибрати круїз-контроль і дотримуватися дуже простої розповіді…».
Згідно з голосуванням на сайті The NoHomers Club більшість фанатів оцінили серію на 4/5 із середньою оцінкою 3,85/5.